# Beyond the Sea (Radiodervish)
Beyond the Sea è un album discografico in studio del gruppo musicale Radiodervish pubblicato nel 2009.

## Il disco
I brani, tutti inediti, sono stati scritti tra la Puglia e Gerusalemme e, come in tutta la produzione del gruppo, sono caratterizzati da testi multilingue (italiano, arabo, inglese, francese, spagnolo) e da temi come la vita, l'amore, i viaggi intesi anche come migrazioni e le città.
Oltre al duo composto da Nabil Salameh (voce) e Michele Lobaccaro (basso), partecipano al disco Alessandro Pipino e Saro Cosentino, quest'ultimo nel ruolo di produttore artistico. Ospiti di eccezione sono i solisti dell'Orchestra araba di Nazaret (Nizar Radwan, Issa Awwad e Lubna Salameh) e il percussionista Zohar Fresco.

## Tracce
1. Beyond the Sea
2. Jonas
3. Les Lions
4. You Are My World
5. City Lights
6. Tancredi e Clorinda
7. Ainaki
8. Deep Blue
9. Sea Horses